# Henri Dutrait-Crozon
Henri Dutrait-Crozon est le pseudonyme collectif des colonels Frédéric Delebecque et Georges Larpent, deux militants de l'Action française et  collaborateurs de la Revue d'Action française (qui deviendra L'Action française sous la direction de Charles Maurras en 1908).

## Histoire
Le nom de Dutrait-Crozon reste attaché à la publication d'un Précis de l’affaire Dreyfus dont l'influence fut considérable dans les milieux nationalistes et antidreyfusards au tournant du siècle[réf. nécessaire].
Il s'agit d'un ouvrage qui se présente comme une étude de caractère scientifique autant par sa description minutieuse des faits, par ses nombreuses citations, sa bibliographie abondante que par son ampleur (environ 400 p.) et son index analytique. Répondant habilement aux critères d'un ouvrage savant et didactique, le Précis est pourtant un vaste plaidoyer antidreyfusard. Les faits sont orientés de manière à nier l'innocence de Dreyfus (pourtant établie à la date de publication), à faire du colonel Henry un martyr, à donner raison aux défenseurs des valeurs traditionnelles et militaires et à légitimer l'antisémitisme (en particulier par la réfutation de la monumentale Histoire de l'affaire Dreyfus en 7 volumes de l'avocat et journaliste israélite Joseph Reinach).
Malgré l'issue de l'affaire Dreyfus, c'est-à-dire la démonstration de l'innocence du capitaine et de sa réhabilitation, les Dutrait-Crozon rééditent leur ouvrage à plusieurs reprises et poursuivent leur propagande antidreyfusarde à travers diverses publications, ne ménageant pas leurs propos antisémites et leurs attaques personnelles (dans une série de pamphlets intitulés Appel au pays dont le contenu sera repris dans le Précis). Fidèles au programme de l'Action française, Delebecque et Larpent publieront également des ouvrages polémiques contre les institutions républicaines et se joindront à Maurras dans Si le coup de force est possible (1910) pour discuter la possibilité d'un coup d'État monarchiste.
Pour les historiens Pierre Vidal-Naquet et Vincent Duclert, le Précis apparaît aujourd'hui comme un ouvrage précurseur du négationnisme, selon le terme consacré par l'historien Henry Rousso. La rhétorique négationniste et les stratégies de détournement des faits à des fins idéologiques et falsificatrices s'y trouvent déjà à l’œuvre. Comme pour la plupart des membres de la première génération de l'Action française, l'attitude de déni des Dutrait-Crozon est largement issue du ressentiment et du mécontentement suscité par l'échec de plusieurs années de militantisme antidreyfusiste. En tant que militaires, Delebecque et Larpent étaient particulièrement touchés par cette crise et leur ouvrage en porte la trace. L'édition de 1924 poursuit l'histoire de l'affaire jusqu'à y inclure le « combat » de l'Action française pour la « vérité » dont les collaborateurs ne devaient jamais reconnaître l'innocence du capitaine Dreyfus.
Pendant la Seconde Guerre mondiale, Georges Larpent devint partisan d'une collaboration active avec l'occupant nazi, et rejoignit la Ligue française (collaborationniste). Frédéric Delebecque était mort le 9 avril 1940.

## Frédéric Delebecque

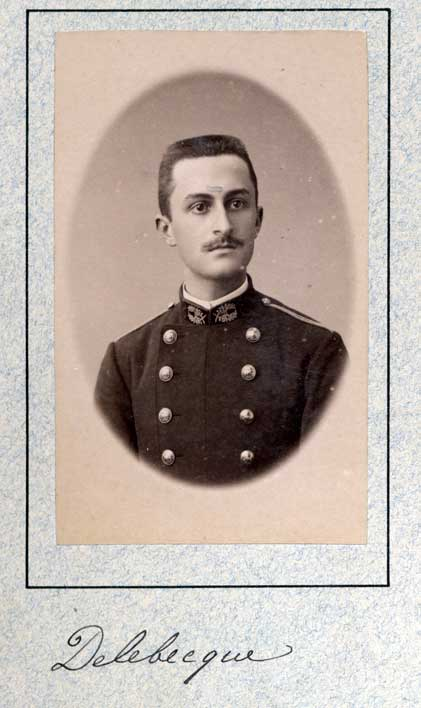
Portrait de Frédéric Delebecque.

Frédéric Delebecque est né le 4 février 1870 dans le 9e arrondissement de Paris. Delebecque est un polytechnicien, colonel d'artillerie et militant de l'Action française.
En 1906, Frédéric Delebecque devient conférencier pour la Ligue d'Action française. Il est en mars 1908, avec Charles Maurras, l’un des cofondateurs du quotidien L’Action française (qui prend la suite du mensuel la Revue d’Action française), organe de presse du mouvement politique de même nom.
Partant pour le front, il est nommé chef d'escadron en 1916.
Hormis ses écrits rédigés en association avec Georges Larpent sous le pseudonyme collectif d'Henri Dutrait-Crozon, Delebecque effectue également la traduction de livres anglais en français tels que Les Hauts de Hurlevent d'Emily Brontë (qui avait déjà été traduit en français en 1892 par Théodore de Wyzewa), réédité en 1925 par la Nouvelle Librairie nationale, qui a aussi publié, entre autres, le Précis de l'affaire Dreyfus. Il est l'auteur d'articles antisémites. L'historien Sébastien Laurent, parlant du Précis, dit que « le colonel Larpent et le commandant Delebecque avaient truffé leur ouvrage de contre-vérités » et que, malgré un certain intérêt technique, l'ouvrage ne semble avoir été lu que dans les milieux antidreyfusards.
Mort à Saint-Servan-sur-Mer (aujourd'hui un quartier de Saint-Malo), Frédéric Delebecque est inhumé dans le cimetière de Lorette de cette ville.

## Publications sous le nom de Dutrait-Crozon
- Joseph Reinach historien. Révision de « L'Histoire de l'affaire Dreyfus », préface de Charles Maurras, Paris, A. Savaète, 1905.
- Appel au pays 1. Vérité, justice, patrie. La République de Dreyfus. La France trahie et mystifiée. La Loi faussée par la Cour de cassation pour réhabiliter un juif. Hommage national au général Mercier, Paris, Éditions de l'Action française, 1906. Texte intégral
- Appel au pays 2. Marie-Georges Picquart. Pour substituer Esterhazy à Dreyfus. Un soldat indiscipliné. Indiscrétions et manœuvres frauduleuses. Le petit bleu. Les faux témoignages. Le salaire. La complicité de Picquart et de Clemenceau, Paris, Éditions de l'Action française, 1906.
- Appel au pays 3. Le général Mercier justicier de Dreyfus. La découverte de la trahison. Le procès de 1894. La communication des pièces secrètes. Les aveux de Dreyfus. Le procès Zola. La première révision. « Je reste un accusateur ». Rennes. La deuxième révision. « Ma conviction n'est nullement ébranlée », Paris, Éditions de l'Action française, 1906.
- Appel au pays 4. Esterhazy. Son imposture. Un aventurier à la solde des juifs, quelques chiffres. Esterhazy, Picquart, Mathieu Dreyfus, manœuvres concordantes, le double jeu de l'homme de paille, les confidences opportunes et la comédie des aveux, Paris, Éditions de l'Action française, 1906.
- Appel au pays 5. Dreyfus, l'officier, l'homme privé, l'accusé, le condamné, le gracié, le réhabilité, Paris, Éditions de l'Action française, 1907.
- Précis de l'affaire Dreyfus. Avec un répertoire analytique, Paris, Nouvelle Librairie nationale, 1909. Rééd. 1924 (éd. définitive); 1938, éd. revue et augmentée, Librairie de l'Action française et 1987, Paris, Éditions du Trident.
- (et Charles Maurras), Si le coup de force est possible, Paris, Nouvelle librairie nationale, 1910. Repris dans Charles Maurras, Enquête sur la monarchie, Paris, Nouvelle librairie nationale, 1924; 1928 et 1937, Paris, Fayard; édition Kontre Kulture 2012.
- Gambetta et la défense nationale (1870-1871), Paris, Nouvelle Librairie Nationale, 1914; 1916 et 1934, Paris, Éditions du siècle.
- La Justice républicaine : L'Union générale. Le Procès Wilson. L'Affaire Humbert. Le Panama. L'Assassinat de Calmette. Les Hautes cours, Paris, Nouvelle librairie nationale, 1924. Rééd. 1988, Paris Éditions du Trident.
- Pour connaître Charles Maurras. Réponse à des diffamateurs, Paris, Librairie de l'Action française, 1926.